# Хатами, Мохаммад Тантекин
Мухаммад Хатами Тантекин ― один из лидеров национально-освободительного движения в Азербайджане, основатель Партии "Милли Куртулуш" и организации «Ченлибель».
Участвовал в боях Первой Карабахской войны в составе батальона «Милли Куртулуш».

## Жизнь
Мохаммад Хатами родился 22 июля 1935 года в городе Астара.
12 декабря 1945 года он стал членом молодёжной организации Демократической партии Азербайджана после создания Национального правительства Азербайджана с центром в Тебризе. После краха Национального правительства Азербайджана он вместе с семьей был переселен в село Гарачала, затем в Шамаху, а затем в Худат. Окончил школу в Худате в 1956 году. Окончив школу в 1957 году, он поступил на филологический факультет Азербайджанского государственного университета. В 1963 году он окончил университет, защитив диссертацию о шейхе Мохаммеде Хиябани.
Был членом Демократической партии Азербайджана и опубликовывался в её печатном органе газете «Азербайджан». В то же время он, вместе с несколькими товарищами по партии, выступил против Гулама Яхьи, который был председателем Демократической партии Азербайджана, и потребовал его отставки. После этого его исключают из партии. В 1965 году он начал работать в Национальной академии наук Азербайджана. В 1972 году он защитил диссертацию на тему «Выражение огнепоклонства в народном творчестве» и получил звание кандидата филологических наук.
Являлся основателем общества «Ченлибель», одной из первых организаций, активно участвовавших в национально-освободительной борьбе в Азербайджане. 30 октября 1988 года на последнем собрании организации «Ченлибель» было объявлено о создании Фронта народного движения и Мохаммад Хатами был избран председателем Фронта народного движения. Он был одним из организаторов общенациональных митингов, начавшихся 17 ноября 1988 года на площади Азадлыг. 4 декабря 1988 года он был арестован после того, как советские войска разогнали протестующих на площаде. Он был освобожден из тюрьмы 6 июня 1989 года. 8 ноября 1989 года он основал Партию н"Милли Куртулуш" , объединив Фронт народного движения (Кызылбаши) и независимые азербайджанские организации.
После трагедии «Черного января» он был арестован 26 января 1990 года и доставлен в Лефортовскую тюрьму, где пробыл в тюрьме 9 месяцев.
Участвовал в боях в составе батальона «Милли Куртулуш» в Первой Карабахской войне. В 1993 году он вернулся на прежнее место работы – в Национальную академию наук Азербайджана – и продолжил научную деятельность как фольклорист. Он написал книгу «Горькие истины» о национально-освободительном движении.
10 июня 2016 года он был госпитализирован в связи с резким ухудшением здоровья. Он умер 14 июня. Он был похоронен на кладбище в посёлке Бюльбюля.

## Семья
Его отец, Фарзулла Хатами Хатамхан оглы, родился в селе Учбулаг Ардебильского остана. При создании Национального правительства Азербайджана 12 декабря 1945 года он получил звание старшего лейтенанта и был награждён медалью «21 Азер». Его мать Ситара ханум родом из села Муганлы Астаринского района Ирана.